# Янгель Михайло Кузьмич
Я́нгель Миха́йло Кузьмови́ч (25 жовтня 1911, с. Зирянова, Іркутська губернія, Російська імперія (нині Нижньоілімський район, Іркутська область, РФ) — 25 жовтня 1971, Москва, РРФСР, СРСР) — радянський вчений-механік українського походження, конструктор у галузі ракетно-космічної техніки. Член ЦК КПУ в 1960—1971 роках. Кандидат у члени ЦК КПРС в 1966—1971 роках. Депутат Верховної Ради СРСР 7—8-го скликань.
Під його керівництвом і за участю створено кілька класів та поколінь стратегічних бойових ракет армії СРСР, зокрема одно- і двоступінчасті ракети на висококиплячих компонентах палива з автономною системою керування 1-го покоління, двоступінчасті ракети з дальністю польоту понад 11 тисяч км і складними рішеннями бойових завдань, ампулізована рідинна ракета з терміном перебування в заправленому стані понад 5 років, твердопаливні ракети з високими техніко-тактичними характеристиками. Під час проектування бойових ракет передбачалося використання їх і як носіїв космічних апаратів, що привело до появи штучних супутників Землі («Космос», «Циклон», «Зеніт»).
Створив науково-конструкторську школу.

## Походження
Дід Михайла Кузьмича по батьковій лінії, Лаврентій, був висланий із Чернігівської губернії за бунтарство на каторгу, а потім на вічне поселення. Із дружиною та дітьми він у 1880-х роках оселився в селищі Зирянова, де згодом народився майбутній конструктор.
| Етнічний українець, нащадок примусово виселених до Сибіру селян, він не забув ні мови, ні батьківщини і за першої нагоди повернувся працювати в Україну, до Дніпропетровська[2]. |
Досліджував походження свого прізвища. Пов'язував його зі словом «янга» — ківш, у якому запорожці варили їжу. Так само називали й людину, яка черпала і роздавала їжу. Хоча є підстави вважати, що прізвище походило від українського слова «янгол», «янгелик».
Вдова М. К. Янгеля, Ірина Стражева, у передмові до українського видання своєї книги «Тюльпани з космодрому» писала: «Я щаслива, що цю книгу багато українців зможуть прочитати рідною мовою. Михайло Кузьмич був тісно пов'язаний з Україною, її чудовими людьми. Тут колись жили його діди і це коріння, яке сягає глибини років, незаперечно лягло в основу формування його характеру, становлення його особистості».

## Життя та діяльність
Народився 25 жовтня 1911 у багатодітній (12 дітей) родині. У 1926 році закінчив шість класів сільської школи і переїхав до брата в Москву, де продовжив навчання. Закінчив школу фабрично-заводського учнівства.
З 1927 року — робітник склографії, у 1929-1931 роках — помічник майстра текстильної фабрики імені Червоної армії і флоту міста Красноармійськ біля Москви. Одночасно навчався на робітничому факультеті. У 1931 році поступив до Московського авіаційного інституту.
Член ВКП(б) з 1931 року.
Закінчив Московський авіаційний інститут (1937) та Академію авіаційної промисловості (1950).
У 1935-1944 роках працював у конструкторському бюро М. М. Полікарпова: конструктор, провідний інженер, помічник головного інженера, заступник директора авіаційного заводу імені Менжинського. У 1941 році разом із заводом був евакуйований до Новосибірська.
У 1944-1945 роках —заступник головного інженера АКБ Артема Мікояна. У 1945-1946 роках — провідний інженер КБ Мясищева.
У 1946-1948 роках — в апараті Міністерства авіаційної промисловості СРСР.
У 1948-1950 роках — студент Академії авіаційної промисловості СРСР.
У 1950-1951 роках — начальник відділу, у 1951-1952 роках — заступник головного конструктора, у 1952-1953 роках — директор, у 1953-1954 роках — головний інженер ОКБ-1 Науково-дослідного інституту ракетної техніки-88 міста Калінінграда Московської області.
З 1954 року — начальник і головний конструктор конструкторського бюро ОКБ-586 (з 1966 р. — СКБ «Південне», Дніпропетровськ).
На початку 1950–х років вирішили створити в Дніпропетровську серійне конструкторське бюро та налагодити виробництво ракет, розроблених школою С. П. Корольова: Р-1, Р-2, а пізніше — Р-5. Для цього перепрофілювали автомобільний завод, будівництво якого почали 21 червня 1944 року. Постановою Ради Міністрів СРСР автопідприємство 1951 року передали Міністерству озброєнь з присвоєнням йому секретної назви «завод № 586». 10 квітня 1954 року відділ головного конструктора підприємства перетворили на Особливе конструкторське бюро (ОКБ) № 586). Головним конструктором і начальником новоствореного підрозділу призначили Михайла Янгеля.
В ОКБ почали розробку нового виробу — 8К63 — ракети на висококиплячих компонентах палива з автономною системою керування, відомої як Р-12. Її дальність польоту складала 2000 км. З цього моменту значними темпами зростав чисельний склад ОКБ, розвивалося експериментальне виробництво і створювалась експериментально-лабораторна база. У Конструкторського бюро С. П. Корольова з'явився серйозний конкурент, який обрав істотно новий напрям — створення рідинних ракет на нових компонентах палива, а також розробку автономних систем керування, які забезпечують політ ракети без впливу ззовні. Застосування висококиплячих компонентів палива давало змогу тримати ракети на бойовому чергуванні у заправленому стані, що істотно підвищувало ступінь боєготовності.
1959 року ракету з автономною системою керування прийняли на озброєння з можливістю застосування як при наземному, так і шахтному типах старту. На її основі в СРСР створили новий рід військ — ракетні війська стратегічного призначення. Лише в липні 1989 року ракету Р-12 зняли з озброєння у зв'язку з укладенням договору про ліквідацію ракет середньої та малої дальності.
Створення першої стратегічної ракети, що втілила в реальність новий напрям у ракетній техніці, дало життя новій науково-конструкторській школі в ракетобудуванні — школі М. К. Янгеля. У наступні роки, розвиваючи взятий напрям, у школі створили ряд нових зразків балістичних ракет далекої дії на висококиплячих компонентах палива, конструктивно і технологічно ще досконаліших, з високими експлуатаційними і енергетичними характеристиками: 8К65, або Р-14 (СС-7) з дальністю 4000 км, вагою головної частини 2200 кг і стартовою вагою 85 т, а також 8К64, або Р-16 (СС-7) з дальністю понад 8000 км, вагою головної частини 2200 кг, стартовою вагою 150 т (перша вітчизняна двоступінчаста ракета на висококиплячих компонентах палива з автономною системою керування). Робота над ракетою Р-16 тривала, і в 1963 році її взяли на озброєння. Створення 1-го покоління бойових ракет на висококиплячих компонентах палива таким чином завершили.
Головним напрямом розробки ракетних комплексів 2-го покоління стало забезпечення їх живучості та можливість нарощувати кількість комплексів на озброєнні. Застосування нової паливної пари (несиметричний диметилгідразин і азотний тетраксид) та ампулізація систем дали змогу утримувати ракету в заправленому стані 5—10 років, тобто весь час експлуатації. Це давало можливість виключити заправні системи зі складу шахтних пускових установок, а самі установки рознести на значну відстань одна від одної. Такі «поодинокі старти» мали набагато більше шансів уціліти в разі ядерного нападу. Базовою ракетою цього покоління стала міжконтинентальна багатоцільова ракета важкого класу 8К67, або Р-36 (СС-9). На її базі вперше у світовій практиці створили ракету з головною частиною, що розділялась (8К67П), та ракету 8К69, або Р-36 (СС-9) з орбітальною головною частиною — теж вперше у світовій практиці.
На переговорах про скорочення стратегічних озброєнь США вимагали знищити передусім саме ці ракети — адже вони були практично невразливі для засобів протиракетної оборони США. Унікальну систему для дальнього виявлення міжконтинентальних балістичних ракет зорієнтували на північ, на висоту орбіти 1300 км. Орбітальну головну частину, що з'являлася з протилежного боку на низькій орбіті (120 км), виявити було практично неможливо. Наявність на озброєнні цієї ракети змусила США розпочати переговори про обмеження стратегічних озброєнь, в результаті яких США припинили роботи по розгортанню системи ПРО «Сейфгард». Комплекс 8К69 було знято з озброєння у 1983 році. Таким чином із створенням та розгортанням ракет другого покоління досягли паритету в галузі стратегічних озброєнь, і це стало основою для початку переговорного процесу. Колектив розробників цих ракет у КБ «Південне» за цей час виріс до найбільшого в галузі спеціалізованого головного проектно-конструкторського підприємства і перетворився на науково-конструкторську школу М. К. Янгеля.
М. К. Янгель рано пішов з життя — надлюдські перевантаження, стреси далися взнаки. Серце зупинилося в день 60-річчя вченого.

## Школа М.К.Янгеля
Учням М. К. Янгеля довелося завершувати розробку розпочатих ним ракетних комплексів 3-го і 4-го поколінь (1969 — кінець 1980-х років). При розробці цих комплексів використали низку революційних рішень, зокрема застосування систем керування на базі бортових цифрових обчислювальних машин як єдиний напрям, здатний забезпечити створення багатоелементної головної частини, що розділяється, а також реалізацію гнучких схем експлуатації комплексів, засоби подолання ПРО, впровадження так званого мінометного старту. Створення нового типу старту, мобільного для виробів легкого класу, потребувало переходу до застосування твердопаливних двигунів. І це завдання вирішили. Розгортання комплексів 4-го покоління було відповіддю на створення в США ракети МХ і стало надійною основою для ведення переговорів по виробленню нової угоди про 50%-ове скорочення стратегічних озброєнь. Виходило, що, підвищуючи ефективність стратегічних сил, створюючи нове озброєння, ракетники янгелівської школи водночас створювали основу для уповільнення гонки озброєнь, згортання цілих класів озброєнь. Так, створення головних частин, що розділялися, і засобів подолання ПРО супротивника стало технічною основою згортання американською стороною програм розробки наземного ешелону ПРО «Сейфгард» і укладання договору з ПРО 1972.
На базі бойових ракетних комплексів ще в 1950-ті роки янгелівці почали розробляти ракети-носії для штучних супутників Землі. На кріогенних компонентах створили другий ступінь для ракети Р-12. Так з'явився космічний носій «Космос», який показав високу надійність і доцільність використання вже створеної, відпрацьованої військової техніки. За ним створили носії: наймасовіший і найдешевший для запуску космічних апаратів серії «Космос», «Інтеркосмос», створений на базі Р-14, «Циклон» з автоматизованим стартом — базовий програми «Січ».
Гордістю колективу стала ракета-носій «Зеніт-3SL», для якої характерна точність виведення на орбіту, що перевершує точність зарубіжних носіїв, висока надійність, рівень автоматизації робіт на стартовому комплексі, екологічна чистота. Вантажопідйомність «Зеніту» становить 13740 кг. Не дивно, що до цього носія виявляють велику зацікавленість зарубіжні фірми.
Школа М. К. Янгеля виплекала яскраве сузір'я видатних вчених-конструкторів, спеціалістів світового рівня, талановитих керівників галузі, державних діячів. Серед них О. Негода, С. Конюхов, Ю. Семенов, В. Уткін, В. Ковтуненко, В. Прісняков та багато інших.

## Пам'ять
- На честь Янгеля названий кратер на Місяці та астероїд[5].
- Харківський національний університет радіоелектроніки мав також назву «Харківський ордена Трудового Червоного Прапора інститут радіоелектроніки ім. ак. М. К. Янгеля»
- Іменем Янгеля названо пік на Памірі, океанський сухогруз («Академик Янгель»), селище в Іркутській області РФ, вулицю у Москві та станцію Московського метрополітену.
- Пам'ятники, бюсти вченого встановлено в Желєзногорську-Ілімському Іркутської обл. РФ, Байконурі, Дніпропетровську, на космодромах «Байконур» і «Плесецьк».
- Меморіальні дошки — на будинках Державного підприємства «КБ „Південне“ імені М. К. Янгеля» в Дніпрі, Московського авіаційного інституту, Центрального НДІ машинобудування в м. Корольов, текстильної ф-ки в м. Красноармійськ.
- Президією АН УРСР засновано премію ім. М.Янгеля (1977).
- Його ім'я присвоєно Конструкторському бюро «Південне» (1991).
- Вулиця Академіка Янгеля у містах Вінниці, Дніпрі, Києві, Кропивницькому.

## Галерея

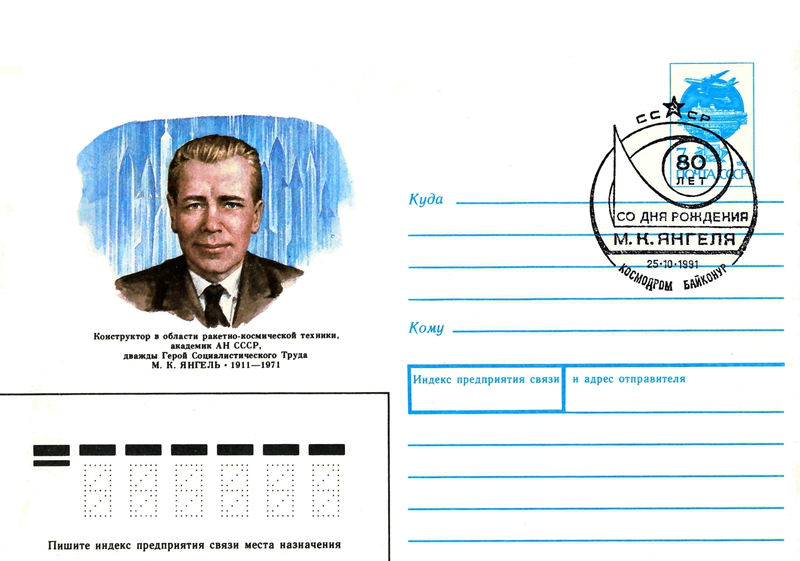
Поштовий конверт СРСР (1991)
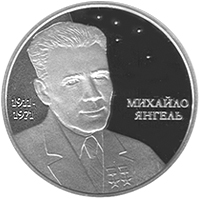
Монета НБУ присвячена Михайлу Янгелю
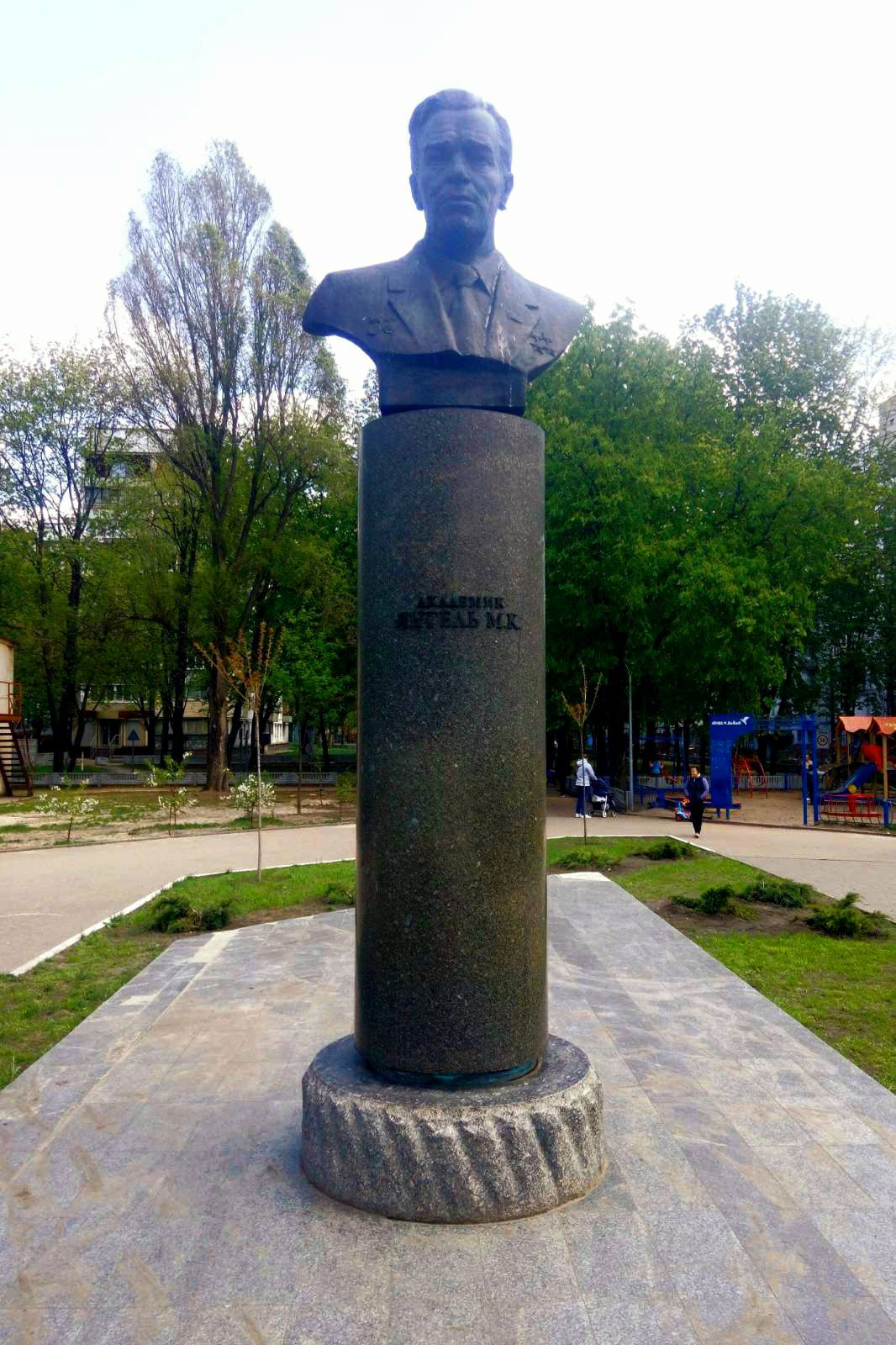
Погруддя М. К. Янгелю у Дніпрі
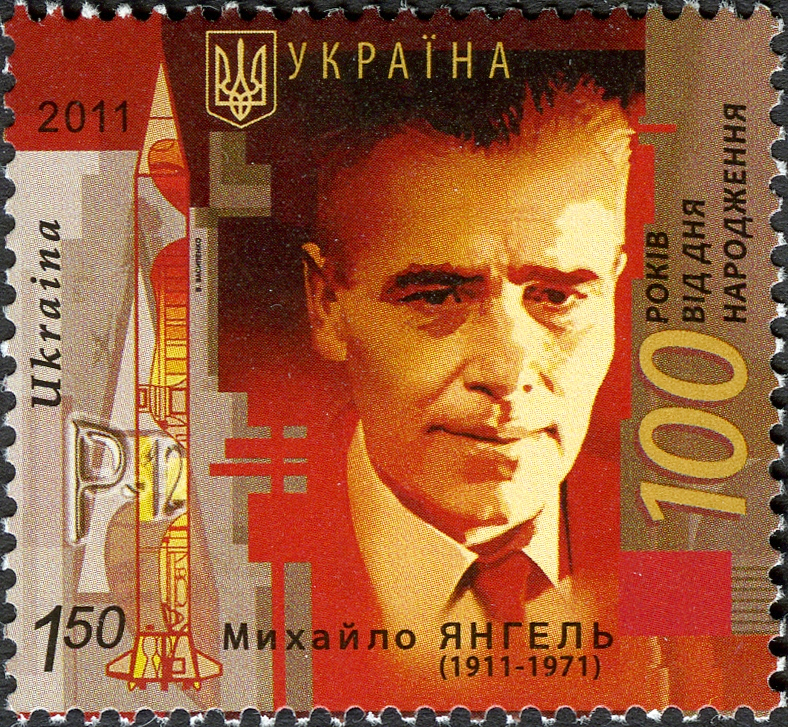
Михайло Кузьмович Янгель. Поштова марка України 2011 року, випущена до століття з дня народження вченого
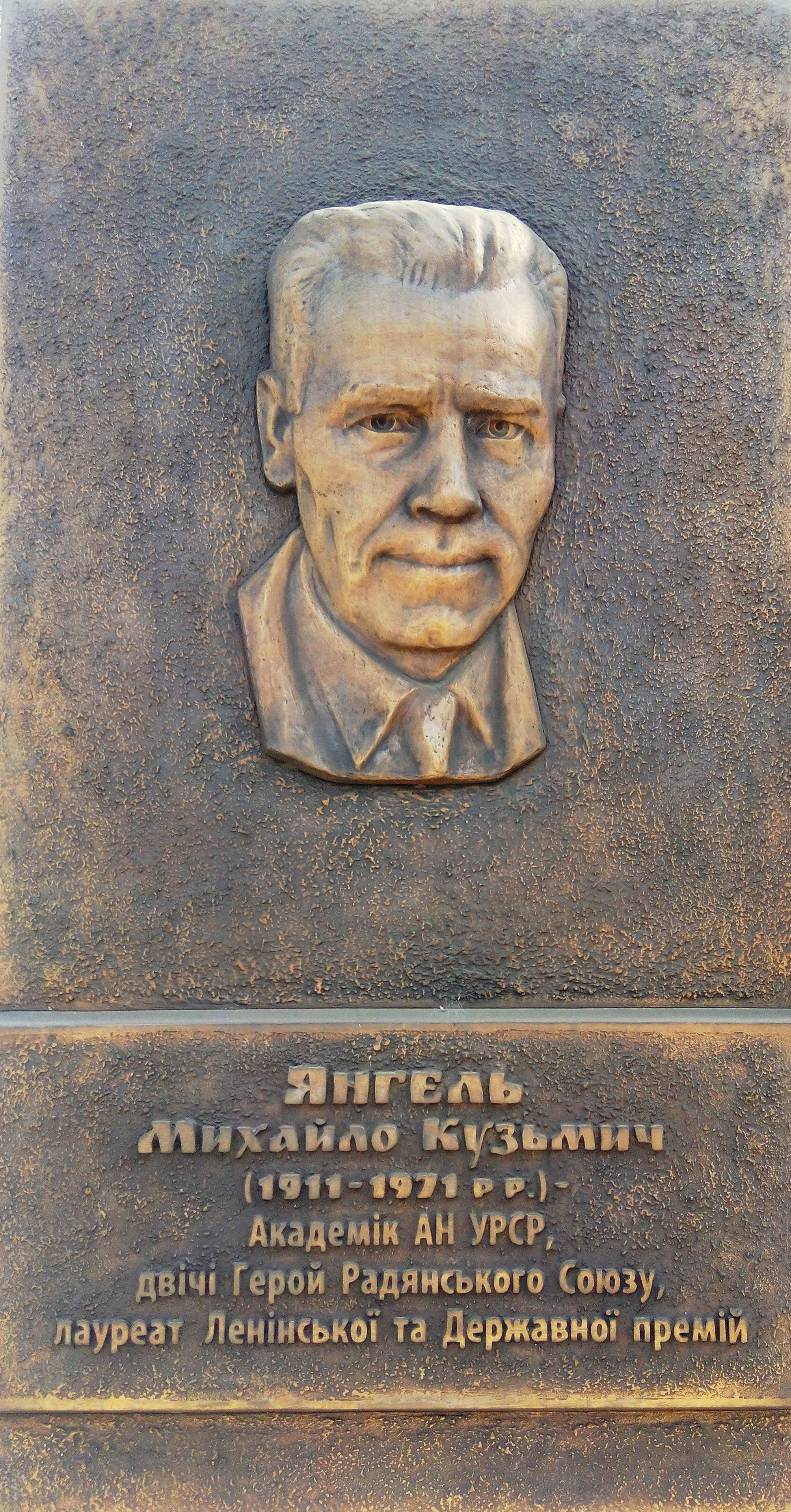
Бронзовий барельєф Михайлу Янгелю на площі Козацькій у Дніпрі